# Hidden Singer
Hidden Singer (korejsky: 히든싱어, Hidun singo) je jihokorejská hudební televizní show vysílaná na televizní stanici JTBC. Jeden skutečný zpěvák a několik jeho imitátorů se schovají za roletu a zpívají každý postupně úryvek písně skutečného zpěváka. V prvních třech kolech 100členné publikum hlasuje o osobě, o které si myslí, že není skutečným zpěvákem, vypadne osoba s největším počtem hlasů. Ve finálovém kole diváci hlasují o tom, kdo je podle nich skutečný zpěvák, epizodu vyhraje ten, kdo bude mít nejvíce hlasů. Moderátorem pořadu je Čon Hjon-mu.

## Epizody
| řada | počet epizod     | datum vysílání                                        | vysílací čas                     |
| ---- | ---------------- | ----------------------------------------------------- | -------------------------------- |
| 1    | 2 pilotní 17     | 21. 12. 2012 - 28. 12. 2012 16. 3. 2013 - 22. 6. 2013 | (pilot) Pátek 21:50 Sobota 23:05 |
| 2    | 16 + 2 speciální | 12. 10. 2013 - 25. 1. 2014                            | Sobota 23:00                     |
| 3    | 17 + 2 speciální | 2. 8. 2014 - 6. 12. 2014                              | Sobota 23:00                     |
| 4    | 16 + 5 speciální | 3. 10. 2015 - 16. 1. 2016                             | Sobota 23:00                     |
| 5    | 17 + 1 speciální | 17. 6. 2018 - 7. 10. 2018                             | Neděle 22:30                     |
| 6    | 14 + 2 speciální | 7. 8. 2020 - 13. 11. 2020                             | Pátek 21:00                      |
| 7    | bude oznámeno    | od 19. 8. 2022                                        | Pátek 20:50                      |